# Korzeniki
Korzeniki (biał. Карэ́нікі; ros. Кореники, również Korzenniki, Kożeniki) – wieś na Białorusi, w obwodzie witebskim, w rejonie miorskim, w sielsowiecie Przebrodzie. Około 17 km na północny zachód od Miorów.

## Historia
Korzeniki były w XVII wieku częścią dóbr Gajdele będących atynencją klucza ikaźneńskiego, należącego do Sapiehów. W 1694 roku Aleksander Paweł Sapieha i jego żona Maria Krystyna de Béthune wymienili się częścią tego klucza z Krystyną z Galimskich Krzysztofową Stabrowską, starościną surażską i prawdopodobnie jej synem Janem Czerniewskim, starościcem marienhauskim, którzy przyłączyli Gajdele do swego majątku Drujki. Cały ten majątek w 1700 roku przeszedł na własność Jana Kazimierza Rudomina-Dusiatskiego i jego żony Zofii Suffczyńskiej. W rękach tej rodziny Gajdele pozostawały do 1815 roku, gdy Kazimiera Rudominówna (1787–1841), wychodząc za Tomasza Łopacińskiego (1783–1856), wniosła je mężowi w posagu. Tomasz nazwał w 1830 roku Gajdele Kazimierzówką (na cześć swej żony), jednak nazwa ta nie przyjęła się. W 1858 roku odziedziczył je syn Tomasza i Kazimiery Adam Krescendy Gabriel Łopaciński (1826–?). Nie wiadomo, kiedy Korzeniki zostały wyłączone z majątku Gajdele (prawdopodobnie po 1880 roku). Ostatnią właścicielką Korzeników w 1939 roku była Maria Niewęgłowska.
Po III rozbiorze Polski w 1795 roku Korzeniki, wcześniej należące do powiatu dziśnieńskiego województwa wileńskiego Rzeczypospolitej, znalazł się na terenie powiatu dziśnieńskiego (ujezdu) guberni wileńskiej Imperium Rosyjskiego. Po ustabilizowaniu się granicy polsko-radzieckiej w 1921 roku Korzeniki wróciły do Polski, znalazły się w gminie Druja, a następnie w gminie Przebrodzie, która należała do powiatu dziśnieńskiego w województwie nowogródzkim. 13 kwietnia 1922 roku gmina wraz z całym powiatem dziśnieńskim została przyłączona do Ziemi Wileńskiej, przekształconej 20 stycznia 1926 roku w województwo wileńskie. 1 stycznia 1926 roku gminę wyłączono z powiatu dziśnieńskiego i przyłączono do powiatu brasławskiego w tymże województwie. Od 1945 roku – w ZSRR, od 1991 roku – na terenie Republiki Białorusi.
Według Powszechnego Spisu Ludności z 1921 roku zamieszkiwały tu 82 osoby, 15 były wyznania rzymskokatolickiego, 1 prawosławnego, a 66 staroobrzędowego. Jednocześnie 41 mieszkańców zadeklarowało polską przynależność narodową, 22 białoruską, a 19 rosyjską. Było tu 13 budynków mieszkalnych. W 1931 roku w Korzenikach mieszkało 78 osób, było tu 12 budynków mieszkalnych. W 1999 roku – 16 osób, w 2009 roku – 9 osób.

## Nieistniejący dwór
Do 1939 roku w Korzenikach był parterowy, drewniany, siedmioosiowy dwór stojący na kamiennej podmurówce, prawdopodobnie z kolumnowym gankiem od frontu. Znana jest jedynie fotografia jego ogrodowej elewacji. Od tej strony był również ganek zajmujący trzy środkowe osie. Jego sześć smukłych filarów wspierało trójkątny szczyt, tworząc letni salon. Dom był zachowany w drewnie, jedynie obramienia okien i ich stolarka były białe. Był przykryty gładkim, dwuspadowym dachem gontowym.
Majątek Korzeniki został opisany w 11. tomie Dziejów rezydencji na dawnych kresach Rzeczypospolitej Romana Aftanazego.